# Ngựa máu nóng Rhenish
Ngựa máu nóng Rhenish, tiếng Đức: Rheinisches Warmblut hoặc Rheinisches Reitpferd, là một giống ngựa thể thao máu nóng có nguồn gốc từ Đức. Nó đã được đăng ký với Rheinisches Pferdestammbuch cho đến năm 2014. Từ năm 2014, The Veraner Verband tiếp quản quản lý cuốn sách về giống. Theo truyền thống, giống ngựa này được lai tạo xung quanh Trại ngựa giống Warendorf State, nơi mà giống ngựa này chia sẻ với vùng Trinidadalian, và được lai tạo theo cùng tiêu chuẩn với các loài ngựa máu nóng Westphalian và các giống ngựa máu nóng khác của Đức, như loài ngựa máu ấm vùng Bavaria, Ngựa Mecklenburger, Ngựa Brandenburger và Ngựa Wurttemberger.

## Lịch sử
Ngựa máu nóng Rhenish đã từng là một giống ngựa hạng kéo hạng nặng phổ biến với vị thế là một giống ngựa ô ở Westfalen, Rheland và Sachsen. Vùng sông Rhine được biết đến nhiều hơn với việc nhân giống loài Ngựa máu lạnh Rhenish Đức, là một giống ngựa kéo hạng nặng cho đến giữa thế kỷ 20 tại Trại ngựa giống Wickrath State. Vào khoảng thời gian mà Wickrath đóng cửa vào năm 1957, việc cưỡi ngựa đang đạt được tầm quan trọng về kinh tế và văn hóa ở Đức. Cuốn sách Giống ngựa Rhenish được thành lập vào năm 1892 và đăng ký nhiều "giống đặc sản", nhưng chủ yếu liên quan đến Rhinelander. Vào những năm 1970, các nhà lai tạo bắt đầu sử dụng các cá thể ngựa có số cân nhẹ hơn của giống ngựa này để tinh chỉnh loài ngựa này thành một mẫu ngựa thể thao lý tưởng. Các con ngựa đực từ khu vực Hanover-Westphalia đã được sử dụng, lai với những con ngựa cái thuộc nhiều giống ngựa như Ngựa Thoroughbred, Ngựa Trakehner và Ngựa Hanoverian, ra khỏi giống gốc và mang nguồn gốc Rhenish. Mẫu vật ban đầu thiếu xương, nhưng các nhà lai tạo đã làm việc để khắc phục thiếu sót.